# Cristian Ansaldi
Cristian Daniel Ansaldi (* 20. September 1986 in Rosario) ist ein argentinischer Fußballspieler.

## Vereinskarriere
Ansaldi begann seine Karriere als Siebenjähriger in der Jugendabteilung der Newell’s Old Boys und spielte dort unter anderem mit Lionel Messi in einer Jugendmannschaft. 2005 schaffte er den Sprung in den Profikader, wo er jedoch nur sporadisch zum Einsatz kam. Der für seinen Aberglauben bekannte damalige Old-Boys-Trainer Paul Marini begründete die oftmalige Nichtberücksichtigung des Jungtalents damit, dass Ansaldi ein "mufa" sei, ein Spieler der Pech bringt. Denn laut Marini hatte Newell trotz ansprechender Leistungen von Ansaldi bei seinem Mitwirken einige Niederlagen einstecken müssen.
Erst als Marini 2007 seinen Trainerstuhl räumen musste, erspielte Ansaldi sich einen Stammplatz und machte sich in der Folge vor allem durch seinen für einen Verteidiger äußerst ausgeprägten Offensivdrang einen Namen.
Im Januar 2008 folgte daraufhin der Wechsel nach Russland zu Rubin Kazan, wo er den zuvor zurück in die Heimat abgewanderten brasilianischen Abwehrroutinier Calisto ersetzen sollte. Ansaldi überzeugte sofort und erhielt auf Anhieb einen Stammplatz in der Aufstellung der russischen Topmannschaft. Gleich in seinem ersten Jahr durfte daraufhin den Gewinn des Meistertitels in der Premjer-Liga, den ersten Meistertitel in der Geschichte von Kazan, zelebrieren. Im Abschluss der Saison gelang Ansaldi ein wichtiges Tor beim 3:0 gegen Krylja Sowetow Samara. Außerdem wurde er von einigen russischen Zeitungen in die Mannschaft der Saison 2008 gewählt.
In der Saison 2009 spielte er mit Rubin in der Champions League und gewann erneut die russische Meisterschaft. Ansaldi wechselte für rund 10 Millionen Euro zu Zenit Sankt Petersburg.
Zur Saison 2014/15 wechselte Ansaldi auf Leihbasis in die spanische Primera División zu Atlético Madrid. Nach einer weiteren Leihe beim CFC Genua wechselte Ansaldi im Sommer 2016 zu Inter Mailand.
Im Sommer 2017 wurde Ansaldi an den FC Turin verliehen. Nach Ablauf der Leihe verpflichtete Turin ihn fest.
Am 22. August 2022 hat der italienische Serie-B-Klub Parma die Verpflichtung von Ansaldi bekannt gegeben.

## Nationalmannschaft
2008 wurde Ansaldi das erste Mal in die Argentinische U-23 Nationalmannschaft einberufen. Sein Debüt feierte er am 6. Januar 2008 beim Freundschaftsspiel gegen die Nationalmannschaft von Guatemala, welches mit 5:0 gewonnen wurde. Am 24. März 2008 kam er gegen die inoffizielle Katalanische Fußballnationalmannschaft zu einem weiteren Einsatz. Die Freundschaftsspiele werden von Argentinien als Vorbereitung für die Olympischen Spiele gesehen. So tritt Argentinien auch unter dem Namen „Argentinische Olympiaauswahl“ an.
In der argentinischen Fußballnationalmannschaft kam er bisher nur zu einem Einsatz bei einem Freundschaftsspiel gegen Spanien. Ansaldi steht im aktuellen Kader der Nationalmannschaft Argentiniens für die WM 2018 in Russland.

## Erfolge
- Russischer Meister: 2008, 2009, 2014/15
- Spanischer Superpokalsieger: 2014